# Astragalus altus
Astragalus altus — вид квіткових рослин з родини бобових (Fabaceae). Ареал охоплює такі країни: США (Нью-Мексико).

## Середовище
Росте на прогалинах у соснових лісах, дубових лісах, у вапнякових ґрунтах на крутих схилах та біля виїмок доріг у нижньогірських хвойних лісах. Сіянці поширені на нещодавно зруйнованому ґрунті. Вид знайдений на висотах 1900–2680 метрів. Цей вид має обмежений ареал і часто зустрічається вздовж узбіч доріг. Ремонт доріг та застосування гербіцидів для боротьби зі шкідливими бур'янами можуть вплинути на ці рослини. Житлова та рекреаційна забудова в цьому районі є значною. Вплив лісових пожеж на цей вид не вивчався. Ці рослини іноді поїдають олені або лосі (деякі рослини описуються як такі, що сильно випасаються), але його смакова привабливість для худоби не визначена.

## Біоморфологічна характеристика
Це багаторічна трав'яниста рослина заввишки до 1 м, що квітне кремовими або блідо-жовтими квітами з кінця травня до вересня.